# 1186
1186 (MCLXXXVI) a fost un an al calendarului iulian.

## Evenimente
- 27 ianuarie: Este celebrată căsătoria dintre prințul Henric, duce de Suabia și moștenitorul Imperiului romano-german, și Constance, moștenitoarea Regatului normand al Siciliei; regii Siciliei abandonează astfel partidul pro-papal al guelfilor.
- 4 martie: Sultanul Egiptului și Siriei, Saladin încheie un tratat cu emirul Masud I, care îi cedează drepturile asupra orașului Mosul.
- 11 august: Al-Afdal, fiul mai mare al sultanului Saladin, devine guvernator al Damascului.
- 17 august: Tratatul de la Georgenburg (Georgenburger Handfeste) dintre Ottokar al IV-lea de Stiria și Leopold al V-lea de Babenberg; Stiria devine parte componentă a Austriei.
- 15 septembrie: După moartea regelui minor Balduin al V-lea al Ierusalimului, îi succede mama sa, Sibilla de Ierusalim, al cărei soț, Guy de Lusignan, devine rege-consort, având sprijinul marelui maestru al Ordinului templierilor; puterea efectivă trece în mâinile cruciatului Renaud de Chatillon.

### Nedatate
- 1186-1187: Cruciatul Renaud de Chatillon atacă o caravană musulmană care se îndrepta spre Mecca, încălcând astfel armistițiul încheiat de Regatul Ierusalimului cu sultanul Saladin.
- mai-iunie: Eșecul primului asediu asupra Nichapurului de către șahul Horezmului.
- mai-iunie: Împăratul Isaac al II-lea Angelos al Bizanțului conduce o campanie împotriva vlahilor și bulgarilor răsculați la nord de Munții Balcani, izgonindu-i momentan la nord de Dunăre.
- Frații Petru și Asan reiau ofensiva antibizantină, cu sprijin din partea cumanilor și valahilor de la nord de Dunăre.
- Imperiul bizantin recunoaște îndependența Serbiei.
- Ruaidri O'Connor este nevoit să renunțe la titlul de rege suprem al Irlandei.
- Se creează un episcopat dependent de arhiepiscopul de Bremen la Ikskile, în apropiere de Riga, sub conducerea lui Meinhard; cu toate acestea, triburile baltice ale livilor rezistă în fața creștinării.
- Selgiucizii din Kerman sunt atacați de către oghuzi.
- Ultimul conducător al ghasnavizilor din India, Khusrau Malik, rege în Lahore, este înfrânt de către ghuridul Muhammad ibn Sam.

## Arte, Știință, Literatură și Filozofie
- 8 octombrie: Este consacrată biserica rupestră a lui San Biaggio din Brindisi, în sudul Italiei.
- Regele Jayavarman al VII-lea întemeiază templul Ta Prohm, în Cambodgia.

## Înscăunări
- 11 august: Al-Afdal, guvernator ayyubid de Damasc.
- 19 august: Constance, ducesă de Bretagne (1186-1201).
- 15 septembrie: Sibila de Ierusalim și Guy de Lusignan, regi ai Ierusalimului.
- Joscius, arhiepiscop de Tyr.

## Nașteri
- 18 mai: Constantin de Vladimir-Rostov, cneaz de Novgorod (d. 1218)
- Ciagatai, han mongol (d. ?)
- Iziaslav al IV-lea Vladimirovici, mare cneaz de Kiev (d. ?)
- Leszek I de Polonia (d. 1227).
- Ogodai, han mongol (d. 1241).
- Song Ci, medic și jurist chinez (d. 1249).

## Decese
- august: Balduin al V-lea, rege al Ierusalimului (n. 1177).
- 19 august: Geoffroi al II-lea, duce de Bretagne (n. 1158).
- 7 septembrie: Ioan de Novgorod, arhiepiscop de Novgorod și taumaturg (făcător de minuni), (n. ?)
- Lech, duce de Mazovia (n. ?)
- Guillaume de Tyr, arhiepiscop de Tyr și cronicar (n.c. 1130).
- Minamoto no Yukiie, comandant militar japonez (n. 1145)